# Physical Review A
Physical Review A (abrégé en Phys. Rev. A) est une revue scientifique à comité de lecture qui publie des articles dans les domaines concernant l'optique, la physico-chimie et l'information quantique.
D'après le Journal Citation Reports, le facteur d'impact de ce journal était de 2,866 en 2009 et de 2,909 en 2018. L'actuel directeur de publication est Gordon W. F. Drake (Université de Windsor, Canada).

## Histoire
Au cours de son histoire, le journal a plusieurs fois changé de nom :
- Physical Review, 1893-1969  (ISSN 0031-899X)
- Physical Review A: General Physics, 1970-1992  (ISSN 0556-2791)
- Physical Review A: Atomic, Molecular and Optical Physics, 1993-en cours  (ISSN 1050-2947)